# Kostîrine, Lenine
Kostîrine (în ucraineană Костиріне) este un sat în comuna Zavitne din raionul Lenine, Republica Autonomă Crimeea, Ucraina.

## Demografie
Componența lingvistică a localității Kostîrine
     Rusă (75%)
     Tătară crimeeană (20%)
     Ucraineană (5%)
Conform recensământului din 2001, majoritatea populației localității Kostîrine era vorbitoare de rusă (75%), existând în minoritate și vorbitori de tătară crimeeană (20%) și ucraineană (5%).